# Lycosa maculata
Lycosa maculata là một loài nhện trong họ Lycosidae.
Loài này thuộc chi Lycosa. Lycosa maculata được Butt, Anwar & Tahir miêu tả năm 2006.